# USS LST-390
O USS LST-390 foi um navio de guerra norte-americano da classe LST que operou durante a Segunda Guerra Mundial.